# لقد رأيت خيانة بولندا
لقد رأيت خيانة بولندا: سفير أمريكي يقدم تقاريره إلى الشعب الأمريكي (1948) هو كتاب كتبه سفير الولايات المتحدة السابق في بولندا، آرثر بليس لين، الذي لاحظ ما اعتبره خيانة بولندا من قبل الحلفاء الغربيين في النهاية الحرب العالمية الثانية.  نُشرت نسخة بولندية من الكتاب في الولايات المتحدة، ثم أعيد نشرها لاحقًا بواسطة دار نشر سرية "Krąg" في عام 1984 في بولندا التي يهيمن عليها الشيوعيون.

## الطبعات
- Arthur Bliss Lane. I saw Poland betrayed: An American Ambassador Reports to the American People (ط. 1965). Western Islands; 1stED, 1stPrinting. edition. ص. 276. ISBN:82-488-7370-6.  Arthur Bliss Lane. I saw Poland betrayed: An American Ambassador Reports to the American People (ط. 1965). Western Islands; 1stED, 1stPrinting. edition. ص. 276. ISBN:82-488-7370-6.  Arthur Bliss Lane. I saw Poland betrayed: An American Ambassador Reports to the American People (ط. 1965). Western Islands; 1stED, 1stPrinting. edition. ص. 276. ISBN:82-488-7370-6.